# Медаль «За воинскую доблесть» (Минобороны)
Меда́ль «За во́инскую до́блесть» — ведомственная медаль Министерства обороны Российской Федерации, учреждённая приказом Министра обороны Российской Федерации от 22 декабря 1999 года № 608. За время существования, награды были удостоены более 14 тыс. военнослужащих.

## Правила награждения
Согласно Положению, медалью «За воинскую доблесть» награждаются военнослужащие Вооружённых Сил Российской Федерации:
- за отличные показатели в боевой подготовке, полевой (воздушной, морской) выучке;
- за особые отличия при несении боевой службы и боевого дежурства, на учениях и манёврах;
- за отвагу, самоотверженность и другие заслуги, проявленные при исполнении воинского долга.

Медаль состоит из двух степеней. Высшей степенью медали является I степень. Награждение производится последовательно — медалью II степени, медалью I степени. Приказ Министра обороны РФ от 14 декабря 2017 г. № 777 "О ведомственных знаках отличия Министерства обороны Российской Федерации" упразднил правило награждения сразу I степенью медали "За воинскую доблесть" минуя II степень при награждении ранее военнослужащего Государственной наградой Российской Федерации.
Награждение медалью «За воинскую доблесть» производится Министром обороны Российской Федерации. Повторное награждение медалью одной и той же степени не производится.

## Правила ношения
Медаль носится на левой стороне груди и располагается после государственных наград Российской Федерации в соответствии с правилами ношения военной формы одежды.

## Описание медали
Медаль I степени изготавливается из томпака, II степени — из нейзильбера; имеет форму круга диаметром 32 мм с выпуклым бортиком с обеих сторон. На лицевой стороне медали в центре — рельефное изображение штандарта Министра обороны Российской Федерации, обрамлённого дубовым венком. На оборотной стороне медали рельефная надпись: в центре в две строки: «ЗА ВОИНСКУЮ ДОБЛЕСТЬ», по кругу в верхней части — «МИНИСТЕРСТВО ОБОРОНЫ», в нижней части — «РОССИЙСКОЙ ФЕДЕРАЦИИ».
Медаль при помощи ушка и кольца соединяется с пятиугольной колодкой, обтянутой шёлковой муаровой лентой шириной 24 мм. С правого края ленты оранжевая полоса шириной 10 мм окаймлена чёрной полосой шириной 2 мм, левее — красная полоса шириной 12 мм, посередине которой: для медали I степени — белая полоса шириной 2 мм, II степени — две белые полосы шириной 1 мм на расстоянии 2 мм друг от друга.
Ранее медали выпускались из 2-х деталей: собственно медаль и штандарт Министра обороны Российской Федерации, который жёстко крепился к медали клёпками. Цвета штандарта изготавливались из эмалей, скалывающихся при ударе. Затем медаль стали изготавливать как единую деталь и цвета штандарта наносились специальной эмалевой краской, чем была обеспечена её повышенная устойчивость к повреждениям.

## Поощрение
В соответствии с приказом Министра обороны Российской Федерации от 20 мая 2010 года № 500 «О единовременном поощрении отдельных категорий военнослужащих и лиц гражданского персонала Вооружённых Сил Российской Федерации», военнослужащим, проходящим военную службу по контракту в Вооружённых Силах Российской Федерации, при награждении медалями Минобороны России «За воинскую доблесть» выплачивалось единовременное денежное поощрение в размере 75 % должностного оклада.
В соответствии с пунктом 3 вышеназванного приказа, выплата единовременного поощрения осуществлялась на основании приказа командира (начальника) органа военного управления, соединения, воинской части, организации ВС России или военного комиссара, издаваемого в трёхдневный срок со дня поступления соответствующего приказа (выписки из приказа) Министра обороны Российской Федерации.
В декабре 2014 года этот приказ утратил силу.
Приказом Министра обороны Российской Федерации от 09 октября 2014 год №725 дсп установлены Правила выплаты ежемесячной надбавки за особые достижения в службе военнослужащим Вооруженных Сил Российской Федерации, проходящим военную службу по контракту. Этот приказ вступил в законную силу 14 ноября 2014 года. Подпунктом 6 пункта 2 этих правил определено, что при награждении медалью «За воинскую доблесть» II степени ежемесячная надбавка выплачивается в размере 10%, а I степени — в размере 20%. Надбавка выплачивается в течение одного года со дня издания приказа Министра обороны Российской Федерации о награждении этой медалью.

### Дополнительные поощрения награждённым
Согласно Федеральному закону «О ветеранах» и принятых в его развитие подзаконных актах награждение медалью «За воинскую доблесть» при наличии соответствующего трудового стажа или выслуги лет даёт право присвоения награждённому звания «ветеран труда».

## Фалеристика
В среде коллекционеров, медаль «За воинскую доблесть» оценивается в 15 — 40 тыс. рублей.